# Praying Mantis (groupe)
Pour les articles homonymes, voir Praying Mantis.
Praying Mantis est un groupe de heavy metal britannique, originaire d'Angleterre. Il est formé au milieu des années 1970 par les frères Troy.

## Biographie
Le groupe a connu son essor grâce à l'explosion de la New wave of British heavy metal (NWOBHM) au début des années 1980. Après avoir figuré sur la compilation Metal for Muthas, le label Arista Records leur signe un contrat et la sortie de leur premier album Time Tells No Lies est bien accueilli par la critique. Cependant, des problèmes de line-up et de management contribuèrent à la séparation du groupe. En 1984, les frères Troy formèrent un nouveau groupe, Stratus avec Clive Burr un ex-Iron Maiden.
Après la reformation du groupe en 1990 pour une tournée au Japon avec Paul Di'Anno et Dennis Stratton, tous deux anciens membres d'Iron Maiden et devant le succès de celle-ci, les frères Troy décidèrent de ressusciter Praying Mantis. Le label japonais Pony Canyon leur signe un contrat et le groupe enregistre dès 1991, Predator In Disguise.
Plusieurs autres albums suivent, et le groupe se constitue une solide fan base essentiellement au Japon. Leurs prestations scéniques sont publiées sous le titre Live at Last, et la suite de l'album Predator in Disguise est publiée l'année suivante. Une compilation, The Best of Praying Mantis, est publiée en 2004. Après des changements de formation, un nouvel album, Sanctuary, est publié en 2009.
En 2013, le groupe annonce un nouveau single en octobre 2013. Le single présente officiellement les nouveaux membres, John Cuijpers (chant) and Hans in’t Zandt (batterie) à la fan base du groupe après avoir joué à Colchester, Ipswich (avec le groupe de MGR Records Kaine) et au Cambridge Rock Festival,. Un nouvel album intitulé Legacy est publié le 21 août 2015.

## Membres

### Membres actuels
- Tino Troy - guitare, clavier, chant (depuis 1974)
- Chris Troy - basse, clavier, chant (depuis 1974)
- Mike Freeland - chant (depuis 2007)
- Andy Burgess - guitare (depuis 2007)
- Benjy Reid - batterie, percussions (depuis 2007)

### Anciens membres
- Dennis Stratton - guitare, chant (1990-2003)
- Bruce Bisland - batterie, percussion (1990-2000)
- Dave Potts - batterie, percussions (1980-1982)
- Steve Caroll- guitare, chant (1980-1982)
- Bernie Shaw - chant (1982-1984)
- Paul Di'Anno - chant (1990)
- Clive Burr - batterie, percussion (1984, 1996)
- Colin Peel - chant (1993)
- Gary Barden - chant (1995-1996)
- Tony O'Hora - chant (1998-2000)
- Martin Johnson - batterie, percussions (2003)

## Discographie
- 1981 : Time Tells No Lies
- 1984 : Throwing Shapes (sous le nom de Stratus)
- 1990 : Live at Last (avec Paul Di'Anno & Dennis Stratton), (album live)
- 1991 : Predator in Disguise
- 1993 : A Cry for the New World
- 1995 : To the Power of Ten
- 1996 : Captured Live in Tokyo City (album live)
- 1998 : Forever in Time
- 1999 : Demorabilia (compilation de démos)
- 2000 : Nowhere to Hide
- 2003 : The Journey Goes On
- 2004 : The Best of Praying Mantis (compilation)
- 2009 : Sanctuary
- 2015 : Legacy
- 2018 : Gravity
- 2022 : Khartasis